# Titus von Margwelaschwili

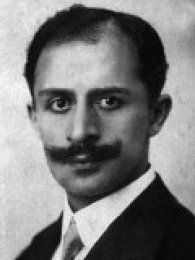

Titus von Margwelaschwili  (georgisch ტიტე (ტიტუს) მარგველაშვილი, Tite Margwelaschwili, * 2. April 1890 in Kutaissi, Gouvernement Kutaissi, Russisches Kaiserreich; † 17. Oktober 1946) war ein georgischer Philosoph und Journalist. Er war Vorsitzender der georgischen Emigrantenorganisation in Berlin.

## Leben
Er entstammte einer Familie georgischer Landadeliger, studierte an der Universität Leipzig und promovierte an der Universität Halle-Wittenberg. Seine Karriere in Georgien wurde 1921 durch die sowjetische Invasion der Demokratischen Republik Georgien unterbrochen.
Als entschiedener Gegner der Bolschewiki emigrierte er nach Deutschland, wurde Vorsitzender der georgischen Emigrantenorganisation in Berlin. Er lehrte Philosophie und Orientalistik an der Friedrich-Wilhelms-Universität Berlin und arbeitete für die Emigrantenzeitung Der Kaukasus. Im Herbst 1944 floh er mit seinem Sohn Giwi vor der heranrückenden Roten Armee zunächst nach Italien, dann nach Salzburg, wo er zum Vorsitzenden der georgischen Emigranten in Deutschland gewählt wurde. Danach kehrte er wieder nach Berlin zurück.
Nach dem Ende des Zweiten Weltkriegs lebte er in Berlin-Wilmersdorf im britischen Sektor. Im Dezember 1945 wurde er vom sowjetischen Geheimdienst NKWD nach Ost-Berlin gelockt. Als Lockvogel diente der georgische Orientalist Schalwa Nuzubidse, ein früherer Kommilitone. Von Margwelaschwili wurde gemeinsam mit seinem Sohn Giwi bei einem Besuch festgenommen, in ein Gefängnis gesperrt, vernommen, gefoltert, schließlich nach Tiflis verschleppt und dort im August 1946 als angeblicher Verräter erschossen. Der Sohn wurde nach 18-monatiger Haft im sowjetischen Speziallager Nr. 7 Sachsenhausen nach Georgien entlassen.
Von Margwelaschwili war bis 1931 verheiratet und hatte zwei Kinder.

## Werke
- Titus von Margwelaschwili: Colchis, Iberien und Albanien um die Wende des 1. Jahrhunderts v. Chr. mit besonderer Berücksichtigung Strabo's. Phil. Diss., Halle 1914
- Tite Margvelashvili: Der Mann in Pantherfell. In: Georgica. London 1936